# 前田ゆきえ
前田 ゆきえ（まえだ ゆきえ、1973年10月14日 - ）は、日本の女性声優。フリー。奈良県出身。

## 経歴
生後6ヶ月から5歳までコートジボアールに住んでいた。
その後、5歳から小学2年生まで愛知県、小学3年生の1年間、兵庫県、小学4年生から1997年まで奈良県に住んでいた。
高校時代は水泳部に所属していた。
1997年に奈良県から上京。
バオバブ学園（現：ビジュアル・スペース俳優養成所）13期生。
以前はぷろだくしょんバオバブに所属していた。
以前は劇団すごろく、演劇部隊チャッターギャングの劇団員でもあった。

## 人物
声種は高音ハスキー。
特技はスポーツ全般。趣味は読書、映画鑑賞。
資格は中学校教諭保健体育科 第2種免許。
前田は長女であり、家族に妹がいる。

## 出演
太字はメインキャラクター。

### テレビアニメ
2000年
- 闇の末裔（女子生徒B）
- ラブひな（2000年 - 2001年、松本幸代、椎子、温泉たまご）1シリーズ+クリスマススペシャル+春スペシャル

2001年
- グラップラー刃牙（少年時代の鎬紅葉）
- ココロ図書館（おばさん）
- スターオーシャンEX（女B）
- 逮捕しちゃうぞ SECOND SEASON（おばさんA）
- 爆転シュート ベイブレード（ユウ、少年B）
- ヒカルの碁（女）
- HELLSING（パーサー）
- 名探偵コナン（宮原加奈子）

2003年
- アストロボーイ・鉄腕アトム（研究者）
- 犬夜叉（2003年 - 2004年、月、奥女中）
- THE ビッグオー second season（市民）
- スクラップド・プリンセス（女の人B）
- 住めば都のコスモス荘 すっとこ大戦ドッコイダー（ハナー・ハナモモンチョ）
- 超ロボット生命体トランスフォーマー マイクロン伝説（カルロス、アーシー）
- TEXHNOLYZE（櫟士の母）
- NARUTO -ナルト-（2003年 - 2005年、少年、あいまいやの女たち）
- 成恵の世界（貝柱きりり、ハタカゼ、八木の母）
- ポポロクロイス（2003年 - 2004年、水の精霊チャッピ、パティルーサ）

2004年
- GIRLSブラボー first season（女子生徒1）
- トランスフォーマー スーパーリンク（あるふぁQ）
- 魔法少女リリカルなのは（担任教師）

2005年
- エレメンタル ジェレイド（オーファス）
- かみちゅ!（イノ、新聞部員）
- ノエイン もうひとりの君へ（恵美）
- ぱにぽにだっしゅ!（レポーター）
- ふしぎ星の☆ふたご姫（ニーナ）
- BLOOD+（アリスン）
- 魔豆奇伝パンダリアン（オリン女王）
- 魔法少女リリカルなのはA's（教師）

2008年
- 恋姫†無双 シリーズ（2008年 - 2010年、曹操）- 3シリーズ

2009年
- ご姉弟物語（少年C）

### OVA
- ラブひな（2001年 - 2002年、松本幸代、温泉たまご）- 2作品
- ふたりエッチ（2002年、着付係）
- 恋姫†無双 OVAシリーズ（2009年 - 2011年、曹操）- 3作品

### 劇場アニメ
- 魔法少女リリカルなのは The MOVIE 1st（2010年、教師）

### ゲーム
2000年
- ラブひな 愛は言葉の中に（松本幸代）

2001年
- 逢魔が時2（お夏）

2002年
- 絶体絶命都市（相沢真理）
- 虹色ドッジボール 乙女たちの青春（渡会さくら）
- メタルウルフ（シンシア・シレイゼル）
- My Merry May（結城みさお）

2003年
- My Merry Maybe（玉村穂乃香）

2004年
- アーマード・コア ネクサス（ロスヴァイセ）
- カラフルBOX to Love（山田穂波）
- 天誅 紅（くノ一、始末屋）
- ネビュラ -エコーナイト-（双子の亡霊＜カタリナ＆クラリナ＞）
- ポポロクロイス 月の掟の冒険（パティルーサ）

2005年
- My Merry May with be（結城みさお、玉村穂乃香）
- ドラッグオンドラグーン2 封印の紅、背徳の黒
- NARUTO -ナルト- うずまき忍伝
- パチパラ13 〜スーパー海とパチプロ風雲録〜（小川美佐子）
- ぷよぷよフィーバー2（フェーリ）

2006年
- バテン・カイトスII 始まりの翼と神々の嗣子（ピエーデ）
- ぷよぷよ! Puyopuyo 15th anniversary（フェーリ）
- メタルウルフREV（シンシア・シレイゼル）

2007年
- 熱帯低気圧少女（霧谷まひる）
- ラチェット&クランク FUTURE（アフィリオン）

2008年
- インフィニット アンディスカバリー（ファイーナ、イセリア・クイーン）
- 恋姫†夢想 〜ドキッ☆乙女だらけの三国志演義〜（曹操）
- 白騎士物語
- メモリーズオフ6 〜T-wave〜（塚本志織）

2009年
- R-TYPE TACTICS II -Operation BITTER CHOCOLATE-（女性主人公）
- なりそこない英雄譚〜太陽と月の物語〜（カナ、水の神女ナーシャ）
- ぷよぷよ7（フェーリ）

2010年
- 真・恋姫†夢想〜乙女繚乱☆三国志演義〜 魏編（曹操）
- ぱすてるチャイムContinue（鈴木ぼたん）

2011年
- ぷよぷよ!! Puyopuyo 20th anniversary（フェーリ）

2013年
- ラチェット&クランク INTO THE NEXUS（コンピューター音声）

2012年
- 真・恋姫†夢想 〜乙女対戦★三国志演義〜（曹操）

2013年
- ぷよぷよ!!クエスト（2013年 - 2022年、フェーリ、ニード、ルリシア）

2014年
- 恋姫†演武（曹操）
- ぷよぷよテトリス（フェーリ）

2020年
- ぷよぷよテトリス2（フェーリ）

### 吹き替え

#### 映画
- 愛してる、愛してない...
- アダルト♂スクール
- アナライズ・ユー（セローン〈キャリー・ソーン〉）
- 愛しのベス・クーパー（トリース〈ローレン・ストーム〉）
- イナフ（金髪の女）
- X-ファイル ザ・ムービー
- 撃鉄 GEKITETZ ワルシャワの標的
- 広州殺人事件（女将〈キングダム・ユン〉）
- 幸せになるための27のドレス
- 詩人の大冒険（セッラウ〈ユン・キンタン〉）
- シッピング・ニュース（グレース〈キャサリン・モーニング〉）
- シティ・オブ・ゴッド（ベレニス）
- 純愛中毒
- 女子寮潜入大作戦! ソロリティー・ボーイズ（トライパイA）
- STEP-UP ステップ・アップ（ルーシー・アヴィラ〈ドリュー・シドラ〉）
- スピーシーズ3 禁断の種（アメリア〈アメリア・クック〉）
- チアーズ!（ケイシー〈リニ・ベル〉）
- チアガールズ（アリッサ〈ジョアンナ・フローレス〉）
- チアリーダー忍者
- ツインズ・エフェクト
- デッドベイビーズ（ルーシー〈ケイティー・カーマイケル〉）
- 名もなきアフリカの地で
- ニューヨークの恋人 ※ソフト版
- 人間人形 デッドドヲル
- ブル・ドッグ 人質救出作戦
- マイティ・ジョー
- モナリザ・スマイル
- モニカ・ベルッチのジュリア（アリアンナ）
- 夢見る頃を過ぎても
- 猟奇的な彼女
- 恋・愛・都・市 恋がしたい（マオ・ナー〈リャン・ジン〉）
- ローマン・エンパイア
- ロッタちゃん はじめてのおつかい
- ロミオ・マスト・ダイ
- ワイズ・ガールズ（ケイト〈メローラ・ウォルターズ〉）
- ワイルド・スピード（ヨガ）※ソフト版
- ラスト・プレゼント

#### ドラマ
- あなたにムチュー #45（ワラレイア）
- アンダーカバー・ボス2 社長潜入調査
- CIA:ザ・エージェンシー #15（レイチェル）
- CSI:科学捜査班
  - シーズン1 #4（ジル〈ニコル・タランティーニ〉）
  - シーズン2（シンディ）
  - シーズン4（ナターシャ・リフキン）
- CSI:マイアミ
- SEX AND THE CITY シーズン4 #58, #66
- ソウルメイト
- 超感覚刑事ザ・センチネル #16
- 24 -TWENTY FOUR- シーズン2
- バーナビー警部（少年イアン） #13, #14
- 犯罪捜査官ネイビーファイル #208

#### アニメ
- アクアキッズ（ジーノの母親）
- アンデルセン・ストーリーズ
- ガーゴイルズ（魔女三姉妹）
- 快傑ゾロ Zの伝説
- トムとジェリー テイルズ（ニブルス）
- 80日間世界一周 グローブ・ハンターズ
- ビー・ムービー（トルーディ）
- ピーター・パン2 ネバーランドの秘密
- ブラザー・ベア（コーダのママ）
- リサとガスパール
- ヨセフ物語 〜夢の力〜

### ドラマCD
時期不明
- イロコイ（朋）
- ローゼンクロイツシリーズ
  - 第2幕 ログリスの聖獣（ハノーヴァー侯爵夫人）
  - 第3幕 ドーンの悪夢（ロディア）

2002年
- ジャングルはいつもハレのちグゥ デラックススペシャルCD ジャングル通信デラックス（ポクテ妻）
- トリニティ・ブラッド Rage Against the Moons Chapter 02 MISSION 3-Overconut（シスター）
- 成恵の世界（貝柱きりり、池畑部長、女生徒）

2003年
- 住めば都のコスモス荘 ドッコイレディオ 三枚おろしアワー（ハナー）

2004年
- 初音島ドラマシアター chapter.3 音夢（ナース）

2005年
- エレメンタル ジェレイド 同契 Re-No:2 DRAMA-SIDE（オーファス）

2008年
- キミキス〜スウィートリップス〜（タマエ先生）

2010年
- 真・恋姫†無双 どらまCD 壱（曹操）

### BLCD
- 限りなくゲームに近い本気（亜紀）
- コルセーア シリーズ（エイメ）
- 黄昏に花（女性社員1、少年）
- 都立魔法学園（ハッピー）
- 夜ごと蜜は滴りて（サヨ）
- ワイルド・ロック（子供）

### ラジオ
※はインターネット配信。
- ぱすてるチャイムContinue〜冒険者を目指すらじお〜（2010年 - 2011年、音泉）
- アリスソフト大放送（2011年 - 2012年、音泉）

### ラジオCD
- 恋姫†無双 DVD第2、7巻、特別版初回限定版特典 恋姫†無双ラジオ出張版CD（ゲスト、2008年 - 200？年）
- ラジオ恋姫†無双〜はわわ!再編集しちゃいました〜（第9回ゲスト、2009年1月23日）
- 真・ラジオ恋姫†無双 再編集版 Vol.01、03（2010年 - 2011年）
- ラジオCD『ぱすてるチャイムContinue 冒険者を目指すらじお～新大陸コミックラッシュ編～』（月刊コミックラッシュ2011年2月号付録）JAN:4910138310215

### その他
- サンデーCM劇場 金色のガッシュ!!（レイコム）

## ディスコグラフィ

### キャラクターソング
| 発売日  | 商品名                 | 歌                 | 楽曲           | 備考                                                         |
| 2010年  | 2010年                 | 2010年             | 2010年         | 2010年                                                       |
| ------- | ---------------------- | ------------------ | -------------- | ------------------------------------------------------------ |
| 4月21日 | 勇気凛凛               | 演義ノ三乙女       | 「勇気凛凛」   | テレビアニメ『真・恋姫†無双 〜乙女大乱〜』エンディングテーマ |
| 4月21日 | 勇気凛凛               | 演義ノ三乙女       | 「乙女ノ祈り」 | テレビアニメ『真・恋姫†無双 〜乙女大乱〜』関連曲             |
| 7月21日 | 真・恋姫†無双 歌将大乱 | 曹操（前田ゆきえ） | 「天龍昇華」   | テレビアニメ『真・恋姫†無双 〜乙女大乱〜』関連曲             |

### ユニットメンバー
1. ↑  関羽（黒河奈美）、曹操（前田ゆきえ）、孫策（米島希）